# 抗原抗体反応
抗原抗体反応（こうげんこうたいはんのう、英: Antigen-antibody interaction,Antigen-antibody reaction）とは抗原と抗体間に起こる結合のこと。
反応の様式を指すこともあり、その場合は抗原上の一つのエピトープと抗体上の一つのパラトープとの可逆反応を表す場合が多い。抗原抗体反応は、質量作用の法則が成り立ち、結合の強さ（親和性=アフィニティー (affinity)）を結合定数 (association constant) や解離定数 (dissociation constant) で表す。また抗体は基本的に複数の抗原結合部位を持つので、多価の抗体が抗原に示す親和力をアビディティー (avidity) と呼び、アフィニティーと区別する。
抗原抗体反応により抗原が食細胞に取り込まれやすくなるオプソニン化が起こる。